# Sext Atili Serrà (cònsol)
Sext Atili Serrà (en llatí Sextus Atilius Serranus) va ser un magistrat romà. Formava part de la gens Atília i era de la família dels Serrà.
Va ser elegit cònsol l'any 136 aC juntament amb Luci Furi Fil i va obtenir la Gàl·lia Cisalpina com a província. L'any següent hi va seguir com a procònsol.